# Aeroportul Tonopah Test Range
Aeroportul Tonopah Test Range (IATA: XSD, ICAO: KTNX, FAA LID: TNX) este un aeroport din Nevada, Statele Unite ale Americii.
Situat la o altitudine de 1.691 m, aeroportul dispune de 1 pistă. Este operat de Air Combat Command⁠(d).

## Infrastructură

### Piste
Aeroportul dispune de o singură pistă. Pista 14/32 are suprafața de beton și dimensiunile 12.001 picioare × 150 picioare. 